# Маммиллярия Бола
Маммиллярия Бола (лат. Mammillaria boolii) — кактус из рода Маммиллярия. Вид назван в честь американца Герберта Бола (Herbert W. Bool), первооткрывателя и основателя ботанического сада в Финиксе.

## Описание
Стебель шаровидный, до 3,5 см высотой, 3 см в диаметре, голубовато-зелёный, с голыми аксиллами.
Радиальных колючек 20, они звёздчато расположены, прижаты к стеблю, белые. Центральная колючка одна, до 2 см длиной, снабжена крючком, желтоватая с тёмным кончиком.
Цветки крупные, от 2,5 до 4 см в диаметре, пурпурно-розовые. Плоды оранжевые.

## Распространение
Эндемик мексиканского штата Сонора.

## Маммиллярия на почтовых марках
В декабре 1970 года почта ГДР выпустила серию из шести марок с изображением кактусов. На одной из марок серии  (Mi #1630) изображена Mammillaria boolii.